# Zhumadian
Zhumadian é uma cidade da República Popular da China, localizada na província de Honã.